# علی فتحی گنجی
علی فتحی گنجی (زاده ۱ اردیبهشت ۱۳۸۰ در سلسله استان لرستان)، در ماده پرتاب نیزه دوومیدانی فعالیت دارد و در حال حاضر رکورددار تمامی رده سنی های پرتاب نیزه است.

## انتخابی المپیک نوجوانان
وی در سال ۱۳۹۷ موفق با ثبت رکورد ۶۸.۱۷ رکورد ملی نوجوانان را بشکند اما با این حال چهارم شد و نتوانست بعد ورودی المپیک نوجوانان را به دست آورد

## بازی های کشور های اسلامی
وی توانست در این رقابت ها تنها دوومیدانی کار مرد باشد که موفق به کسب مدال شده که با ۷۱.۲۳ بعد از پرتابگران پاکستان و قطر به مدال برنز رسید

## شکستن رکورد ملی
وی در آخرین مرحله از لیگ ۱۴۰۱ با ثبت رکورد ۷۶.۶۵ بالاخره پس از ۶ سال توانست رکورد ایوب آرخی را که چند سالی بود کسی به آن نزدیک نشده بود را شکست.

## اخراج از تیم ملی
علی فتحی گنجی بعد از گلایه از شرایط موجود در محل اقامت خود در خوابگاه مجموعه ورزشی آفتاب انقلاب تهران،‌ از تیم ملی اخراج شد!